# باول إدواردز (لاعب كرة قدم مواليد 1980)
باول إدواردز (بالإنجليزية: Paul Edwards)‏ هو لاعب كرة قدم بريطاني في مركزي الدفاع، ولد في 1980 في مانشستر في المملكة المتحدة. لعب مع أشتون يونايتد وأولدهام أثلتيك وبورت فايل وسويندون تاون وفليتوود تاون ونادي ألترينتشام ونادي بارو ونادي بلاكبول ونادي دونكاستر روفرز ونادي ريكسهام ونادي مانسفيلد تاون.

## وصلات خارجية
- باول إدواردز على موقع قاعدة بيانات كرة القدم.إي يو (الإنجليزية)
- باول إدواردز على موقع Soccerbase.com (لاعب) (الإنجليزية)
- باول إدواردز على موقع Soccerway.com (الإنجليزية)